# Nagy Zsombor
Nagy Zsombor (Szeged, 1998. március 21. –) korosztályos magyar válogatott labdarúgó, jelenleg a Zalaegerszegi TE hátvédje.

## Pályafutása

### Klubcsapatban
Nagy Zsombor labdarúgó pályafutását a Tisza Volán SC csapatában kezdte, majd onnan került a SZEOL SC akadémiájára. 2012-ben leigazolta a Sándor Károly Labdarúgó Akadémia. Végigjárta a korosztályos csapatokat, majd 2016-ban felkerült az MTK második csapatába, amely az NBIII-ban szerepelt. A következő szezonban már az akkor másodosztályú együttesben is bemutatkozott. Először a Magyar kupában a Tállya ellen az első, majd a bajnokságban a Siófok ellen az utolsó fordulóban. A 2018–2019-es szezont kölcsönben a Dorognál töltötte, majd stabilan jó teljesítményének köszönhetően az idény végére ismét NBII-es MTK-nál számítottak rá. Hamar alapembere lett a csapatnak, amellyel a Magyar kupa elődöntőjéig menetelt, és a koronavírus-járvány miatt félbeszakított másodosztály első helyén feljutott az NBI-be. A 2020–2021-es szezon 1. fordulójában a Ferencváros ellen a bemelegítésnél megsérült Pintér Ádám helyére bekerült a kezdőcsapatba.
2025 nyarán a Zalaegerszegi TE csapatához igazolt.

### A válogatottban
2012-től kezdve minden korosztályos válogatottban pályára lépett.

## Statisztikái

### Klubcsapatokban
2025. július 26-i állapot szerint.
| Klub                          | Szezon         | Bajnokság      | Bajnokság | Bajnokság | Kupa  | Kupa  | Nemzetközi | Nemzetközi | Egyéb | Egyéb | Összesen | Összesen |
| Klub                          | Szezon         | Liga           | Mérk.     | Gólok     | Mérk. | Gólok | Mérk.      | Gólok      | Mérk. | Gólok | Mérk.    | Gólok    |
| ----------------------------- | -------------- | -------------- | --------- | --------- | ----- | ----- | ---------- | ---------- | ----- | ----- | -------- | -------- |
| MTK Budapest II               | 2016–17        | NB III         | 18        | 2         | —     | —     | —          | —          | —     | —     | 18       | 2        |
| MTK Budapest II               | 2017–18        | NB III         | 24        | 1         | —     | —     | —          | —          | —     | —     | 24       | 1        |
| MTK Budapest II               | 2021–22        | NB III         | 4         | 0         | —     | —     | —          | —          | —     | —     | 4        | 0        |
| MTK Budapest II               | 2024–25        | NB III         | 1         | 1         | —     | —     | —          | —          | —     | —     | 1        | 1        |
| MTK Budapest II               | Összesen       | Összesen       | 47        | 4         | —     | —     | —          | —          | —     | —     | 47       | 4        |
| MTK Budapest                  | 2017–18        | NB II          | 1         | 0         | 1     | 0     | —          | —          | —     | —     | 2        | 0        |
| MTK Budapest                  | 2019–20        | NB II          | 19        | 1         | 8     | 1     | —          | —          | —     | —     | 27       | 2        |
| MTK Budapest                  | 2020–21        | NB I           | 27        | 1         | 4     | 1     | —          | —          | —     | —     | 31       | 2        |
| MTK Budapest                  | 2021–22        | NB I           | 18        | 0         | 1     | 0     | —          | —          | —     | —     | 19       | 0        |
| MTK Budapest                  | 2022–23        | NB II          | 17        | 2         | —     | —     | —          | —          | —     | —     | 17       | 2        |
| MTK Budapest                  | 2023–24        | NB I           | 12        | 1         | 2     | 0     | —          | —          | —     | —     | 14       | 1        |
| MTK Budapest                  | 2024–25        | NB I           | 12        | 0         | 2     | 0     | —          | —          | —     | —     | 14       | 0        |
| MTK Budapest                  | Összesen       | Összesen       | 106       | 5         | 18    | 2     | —          | —          | —     | —     | 124      | 7        |
| Dorog (kölcsönben)            | 2018–19        | NB II          | 35        | 2         | —     | —     | —          | —          | —     | —     | 35       | 2        |
| Dorog (kölcsönben)            | Összesen       | Összesen       | 35        | 2         | —     | —     | —          | —          | —     | —     | 35       | 2        |
| Szeged-Csanád GA (kölcsönben) | 2023–24        | NB II          | 17        | 0         | 1     | 0     | —          | —          | —     | —     | 18       | 0        |
| Szeged-Csanád GA (kölcsönben) | Összesen       | Összesen       | 17        | 0         | 1     | 0     | —          | —          | —     | —     | 18       | 0        |
| Zalaegerszegi TE              | 2025–26        | NB I           | 1         | 0         | 0     | 0     | —          | —          | —     | —     | 1        | 0        |
| Zalaegerszegi TE              | Összesen       | Összesen       | 1         | 0         | 0     | 0     | —          | —          | —     | —     | 1        | 0        |
| Teljes karrier                | Teljes karrier | Teljes karrier | 206       | 11        | 19    | 2     | —          | —          | —     | —     | 225      | 13       |